# Considerações Extemporâneas
Considerações Extemporâneas (em alemão:  Unzeitgemässe Betrachtungen), também traduzido como Considerações Intempestivas, consiste em quatro obras do filósofo Friedrich Nietzsche, iniciadas em 1873 e concluídas em 1876.
A obra compreende uma coleção de quatro (de um total de 13 projetados) ensaios sobre a condição contemporânea da cultura europeia, especialmente alemã. Um quinto ensaio, publicado postumamente, teve o título "Nós Filólogos", e deu como "Tarefa para a filologia: desaparecimento". Nietzsche começou aqui a discutir as limitações do conhecimento empírico e apresentou o que pareceria comprimido em aforismos posteriores. Combina a ingenuidade de O nascimento da tragédia com o início de seu estilo polêmico mais maduro. Foi a obra mais humorística de Nietzsche, especialmente para "David Strauss: o confessor e o escritor".

## Publicação
Unzeitgemässe Betrachtungen foi um dos títulos de Nietzsche mais difíceis de traduzir para o inglês, com cada tradução subsequente oferecendo uma nova variação. Assim: Untimely Meditations (Hollingdale, 1983), Thoughts Out of Season (Ludovici, 1909), Untimely Reflections (Ronald Hayman, 1980), Unmodern Observations (Arrowsmith, 2011) e Inopportune Speculations, Unfashionable Observations ou Essays in Sham Smashing (HL Mencken, 1908).

Muitos planos diferentes para a série são encontrados nos cadernos de Nietzsche, a maioria deles mostrando um total de treze ensaios. Os títulos e assuntos variam a cada inscrição, sendo o projeto concebido para durar seis anos (uma redação a cada seis meses). Um esboço típico datado de "Outono de 1873" é o seguinte:
| 1. O Filisteu Cultural 2. História 3. O Filósofo 4. O Estudioso 5. Arte 6. O Professor 7. Religião | 1. Nação de guerra estadual 2. A Imprensa 3. Ciência natural 4. Sociedade Folclórica 5. Comércio 6. Língua |

Nietzsche abandonou o projeto após concluir apenas quatro ensaios, parecendo perder o interesse após a publicação do terceiro.

## David Strauss: o Confessor e o Escritor(1873)
"David Strauss: o Confessor e o Escritor", 1873 ("David Strauss: der Bekenner und der Schriftsteller") ataca David Strauss "The Old and the New Faith: A Confession" (1871), que Nietzsche considera como um exemplo do pensamento alemão da época. Ele pinta a "Nova Fé" de Strauss — mecanismo universal cientificamente determinado com base na progressão da história — como uma leitura vulgar da história a serviço de uma cultura degenerada, atacando polemicamente não apenas o livro, mas também Strauss como um filisteu da pseudocultura.

## Sobre o uso e abuso da história para a vida(1874)

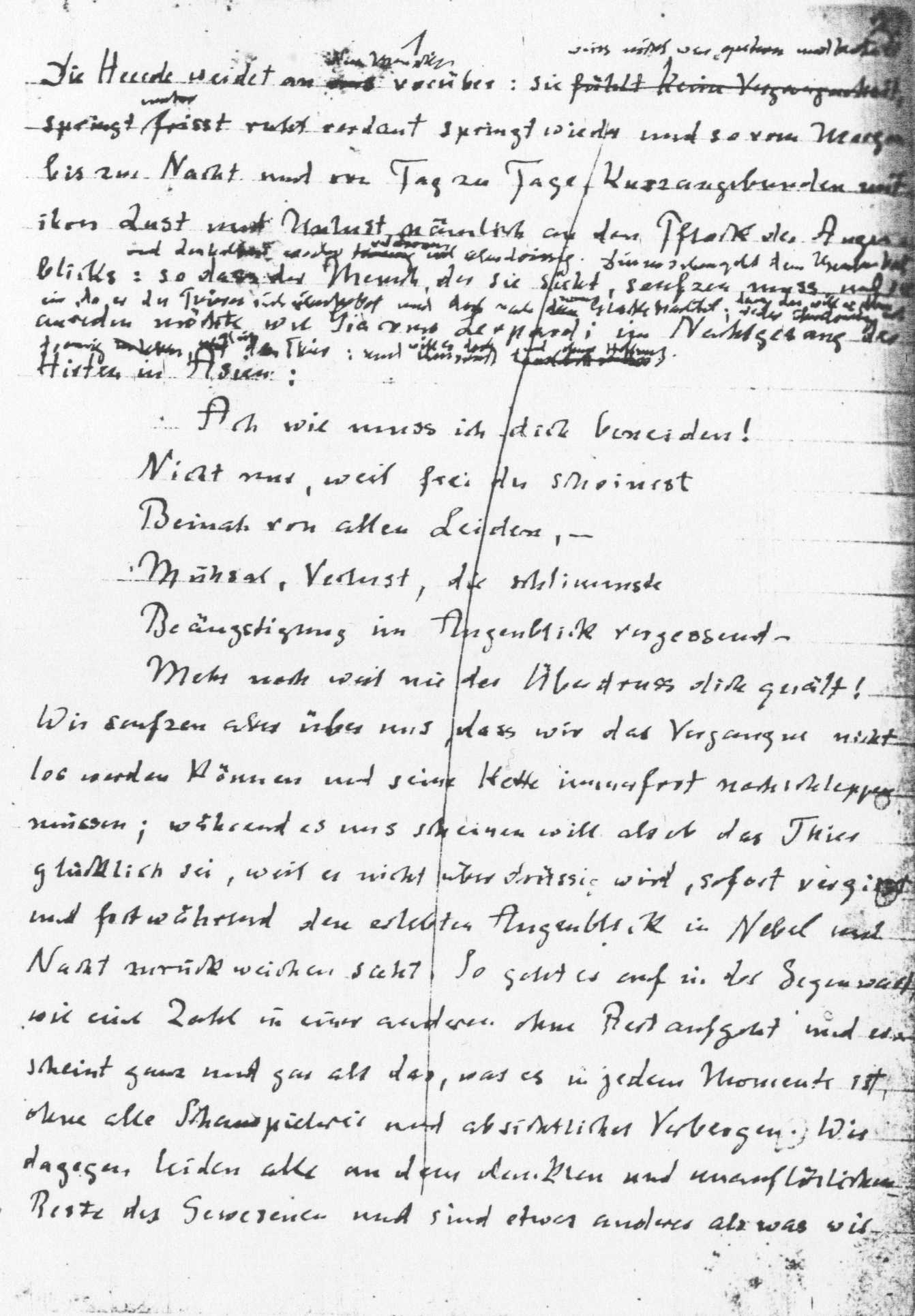
Rascunho para o primeiro capítulo da segunda Unzeitgemässe Betrachtung

"Sobre o uso e abuso da história para a vida", 1874 ("Vom Nutzen und Nachteil der Historie für das Leben") oferece — em vez da visão predominante de "conhecimento como um fim em si mesmo" — uma forma alternativa de ler a história, aquele em que viver a vida se torna a principal preocupação, junto com uma descrição de como isso pode melhorar a saúde de uma sociedade. Também introduz um ataque aos preceitos básicos do humanismo clássico.
Neste ensaio, Nietzsche ataca tanto o historicismo do homem (a ideia de que o homem é criado ao longo da história) quanto a ideia de que se pode ter um conceito objetivo do homem, uma vez que um aspecto principal do homem reside em sua subjetividade. Nietzsche expande a ideia de que a essência do homem mora não dentro dele, mas acima dele, no ensaio seguinte, "Schopenhauer als Erzieher" ("Schopenhauer como Educador"). Glenn Most defende a possível tradução do ensaio como "O uso e abuso dos departamentos de história para a vida", já que Nietzsche usou o termo Historie e não Geschichte. Além disso, ele alega que este título pode ter suas origens através de Jacob Burckhardt, que teria se referido ao tratado de Leon Battista Alberti, De commodis litterarum atque incommodis (Sobre as vantagens e desvantagens dos estudos literários, 1428). Glenn Most argumenta que a intempestividade de Nietzsche aqui reside em clamar por um retorno, além do historicismo, ao humanismo de Humboldt e, talvez mesmo além, ao primeiro humanismo da Renascença.
Este ensaio em particular é notável por mostrar o elitismo cada vez mais estridente que Nietzsche estava desenvolvendo dentro de sua mente. A tese "prematura" de Nietzsche vai diretamente ao rosto da modernidade demótica ao afirmar agressivamente a dispensabilidade da massa majoritária da humanidade e o único significado da história residindo exclusivamente em "grandes indivíduos":
Para mim, as massas parecem merecer uma olhada apenas em três aspectos: primeiro como cópias borradas de grandes homens, apresentadas em papel ruim com chapas de impressão gastas, depois como a resistência contra os grandes homens e, finalmente, como instrumentos de trabalho dos excelente. Quanto ao resto, deixe o diabo e as estatísticas os levarem embora.

## Schopenhauer como educador(1874)
Schopenhauer como Educador ("Schopenhauer als Erzieher"), 1874, descreve como o gênio filosófico de Schopenhauer pode trazer um ressurgimento da cultura alemã. Nietzsche dá atenção especial ao individualismo, honestidade e firmeza de Schopenhauer, bem como sua alegria, apesar do notável pessimismo de Schopenhauer.

## Richard Wagner em Bayreuth(1876)
Richard Wagner em Bayreuth, 1876 (isto é, após um intervalo de dois anos do ensaio anterior), investiga a música, o drama e a personalidade de Richard Wagner — menos lisonjeiramente do que a amizade de Nietzsche com seu tema pode sugerir. O rascunho original era de fato mais crítico do que a versão final. Nietzsche considerou não publicá-lo por causa de sua mudança de atitude em relação a Wagner e sua arte. Ele foi persuadido a reformular o artigo por seu amigo, o entusiástico wagneriano Peter Gast, que o ajudou a preparar uma versão menos controversa. Pouco depois de sua publicação, Nietzsche visitou Bayreuth para a abertura do Festival de Bayreuth. O ensaio foi bem recebido por Wagner e seu círculo. No entanto, o evento durante o Festival confirmou as crescentes dúvidas de Nietzsche. O ensaio, portanto, prenuncia a cisão iminente do filósofo com Wagner e suas ideias.